# ゲオルギ・アスパルホフ
ゲオルギ・ランゲロフ・アスパルホフ（Георги Рангелов Аспарухов, 1943年5月4日 - 1971年6月30日）は、ブルガリア、ソフィア出身の元同国代表サッカー選手。現役時代のポジションはFW（センターフォワード）。長身でスキルフルな選手であった。

## 経歴
アスパルホフはレフスキ・ソフィアの下部組織で育ち、1959年、17歳の時にトップチームへ昇格した。2年間でリーグ戦出場23試合に止まり、1961年にPFCボテフ・プロヴディフへと移籍。1963年にレフスキ・ソフィアに戻り、3度のリーグ優勝などのタイトル獲得に貢献。1964-65シーズンには27得点を挙げ、ブルガリアリーグの得点王となった。1965年、ブルガリア年間最優秀選手賞とブルガリア・スポーツパーソン・オブ・ザ・イヤーに選ばれた。アスパルホフは通算246試合に出場し150得点を記録、国内最高の選手という評価を受け、イタリアのACミランをはじめとした西欧のクラブから勧誘を受けていたが、20代後半になるまで国外移籍を認めないという規定があったため、ブルガリア国内のプレーに留まった。
ブルガリア代表としては1962年5月6日に行われたオーストリア代表戦でデビューし、同年6月3日に行われたハンガリー代表戦で代表初得点をあげた。FIFAワールドカップに3大会連続で出場し、1966年にイングランドで開催された1966 FIFAワールドカップのグループリーグ、ハンガリー代表戦においてチームで唯一の得点を決めた。1970年6月11日に行われた1970 FIFAワールドカップのグループリーグ、モロッコ代表戦が最後の試合出場となった。代表での通算成績は国際Aマッチ50試合出場19得点。
1971年6月30日、チームメイトのニコラ・コトコフとともに自動車に乗車中に交通事故に遭い死亡した。彼の死後、レフスキ・ソフィアのホームスタジアムは「ゲオルギ・アスパルホフ・スタジアム」と改称された。